# Neocalyptis sabahia
Neocalyptis sabahia Razowski, 2005 è una falena appartenente alla famiglia Tortricidae, endemica del Borneo.